# 大航海時代IV PORTO ESTADO
『大航海時代IV PORTO ESTADO』（だいこうかいじだい・フォー・ポルト・エシュタード）は、1999年に日本のコーエーから発売されたWindows用シミュレーションロールプレイングゲーム（同社はリコエイションゲームと呼称）。「大航海時代シリーズ」の（『外伝』を除いた場合）第4作目にあたる。
Windows版発売後に多機種へも移植販売されたが、ゲーム仕様が若干異なっており、Windows版に追加要素を加えたPlayStation（以下、PS）版、Windows用のパワーアップキット版、携帯ゲーム機への移植作品『大航海時代IV ROTA NOVA』（-・ロッタ・ノヴァ）に分類される。これらには「コーエー定番シリーズ」「KOEI The Best」など廉価版シリーズも発売されている。他にもWindows通常版はダウンロード販売も行われた（2011年9月販売終了）。
2021年5月20日には『大航海時代IV with パワーアップキット HD Version』がNintendo SwitchおよびWindows（Steam）にて発売。パワーアップキットの後に出た携帯ゲーム機版の追加要素も収録される。

## 概要
プレイヤーはまず3人（通常版の初期状態の場合）の中から主人公を選んでスタートする。各主人公で当初の目的はそれぞれ異なるが、最終的にはみな「覇者の証」を集めることを目指すこととなる。全ての街のシェア（Win通常版では「占有率」、以降「シェア」で統一する）を奪われるか、所有する船の艦船を全て撃沈または拿捕されるか、自艦隊の水夫が全て0になるかするとゲームオーバーとなる。
基本的に『III』までとは異なり、ある程度世界が開拓されている時代設定となっていることがオープニングデモおよびマニュアルに記されている。そのため、未知の世界への冒険の要素は薄れ、交易や海戦など交易商人たちの縄張り争いや組織の運用に主軸が置かれている。
シリーズ作品中港数が最小だが、キャラクターごとのシナリオやイベントが充実している。また見つけた仲間（NPC）に別働の艦隊を持たせ、地方艦隊として交易・街攻撃・哨戒などの命令を出すことも可能である。他勢力に対しては宣戦布告や同盟関係を結ぶことができる。

## 交易
本作における交易は、交易対象の港でシェアを取得する必要がある。基本的には王宮や総督府と契約を行うことでシェアは獲得できる。シェアの取得後は、シリーズ作品同様、安く買って高く売ることで、利益を上げる。登場する交易品はシリーズ最多で、カテゴリーも細かくなっている。
以下は本作品における交易のポイント。

### シェア
本作の目玉となるシステム。前述のとおり交易にシェアは不可欠であり、戦闘においてもシェアは重要な意味を持つ。
基本的にシェアは、シェアの欲しい港の王宮や総督府と契約することで取得でき、更に軍事投資・商業投資を繰り返すことでより多くのシェアを取得可能。1～20口単位で投資することになり、1口の金額は港の発展度・武装度の半分である。シェアに空きがある場合や敵対勢力のシェアを奪う際には投資した口数がそのまま自勢力のシェアになる。
シェアは最大で100%まで取得可能であり、その都市と契約している勢力が複数である場合、100%を契約している勢力で分ち合う。分ち合う勢力のシェアは基本投資では奪えないが、交戦中の勢力からは投資によってシェアを奪うことができる。ただしWin通常版以外ではその勢力の本拠地となっている街では一定の割合（敵の全艦隊数と同じ、つまり敵の本拠地にある艦隊数を表す旗の数と同数、最大7%）の本拠地ポイントが設定され、この分は投資など交易では奪えない。
他に、流行品の大量販売や推薦状、砲撃によってシェアを取得することができる。

### 流行
街では流行が起こることがあり、流行品を売ると通常よりも高い利益を上げられるだけではなく、まとめて取引を行うことでシェアを得ることや紹介状・推薦状の取得が可能な場合がある。流行の発生条件は以下のとおり。
- 自然発生

これが一番多い。基本的には、発生源となる港とは何の脈絡もない交易品が突然流行することが普通である。（例:北欧で清酒など）
- 宣教師による配布

ある程度能力の高い航海士を宣教師に任命すると、広場で交易品を配布することができる。宣教師の能力によって流行が発生する確率は変化する。
- 原産物を出現させる

交易所でカカオの種、コーヒーの木などの原産物を譲って新たな交易品を出現させたりすることで流行を起こすこともできる。流行が発生する港はランダム。
- アカブー

ごく稀に、港で「アカブー・ダーマイー 」というインド人に出会うことがあり、その他の港へ連れて行くことで、任意の港に流行を伝播することができる。
- イベント

各地の遺跡を発見するとその港の交易品のひとつがランダムにどこかの港の流行品となる。キャラごとのイベントでも流行がおきることがある。ほか、特定の町に決まった日に決まった場所に行くと町の人々が交易品についての噂をする（食料品や酒類、薬が多い）。これが発生するとその港に流行が起きる。

## 戦闘
敵対している勢力の艦隊に近付いたり、イベント発生により他勢力と敵対すると、戦闘に突入する。本作の戦闘は海戦がメインで、遠距離からでは砲撃戦、近接しては白兵戦となる。敵艦隊の旗艦を撃沈あるいは拿捕するか、水夫を0にすれば勝利となるが、一部例外も存在する。敵艦隊の全艦船を砲撃のみまたは白兵戦のみで無力化した場合「Perfect」というテロップが入り、勢力上昇値がアップする。

### 砲撃戦
自艦隊に搭載している大砲の種類と搭載数によって威力と射程が変化し、作中で風上からのT字砲撃がテクニックとして説明される。基本的に船体側面に砲撃可能だが、船首砲および船尾砲を搭載することで前後への砲撃が可能になる。砲撃射程内に敵勢力が入れば自動的に砲撃が行われる。命中率は旗艦の場合砲撃手を担当する航海士の能力に左右され、旗艦以外は、艦長した場合、艦長の能力に左右される。砲撃で敵旗艦を撃沈した場合、戦利品や金銭収入は得られない。
また、砲撃による被害として、火災や航海士の怪我などがランダムで発生する。船大工を担当する航海士の能力が高い場合、砲撃で受けた船のダメージが時間とともに自動的に回復する。

### 白兵戦
敵対勢力の船と接触することで自動的に発生し、剣戟音が発生する都度、戦闘を行った艦船の水夫数が減る。水夫の減り具合は斬り込み隊長を担当する航海士の能力に左右される。白兵戦によって敵旗艦を拿捕した場合、敵勢力の所持金に応じて金銭収入が得られる他、交易品が積載されていた場合は戦利品として入手することができる。また、旗艦拿捕時に水夫が残存している場合、自艦隊に吸収することが可能。また、白兵戦発生時に、ランダムで以下特殊戦闘が発生する。
- 一騎討ち

敵艦隊の艦長と自艦隊航海士が一騎討ちで決闘する。参加者は優先順位がある。基本的に生命力と剣闘力を基準に勝負は進行し、敵の生命力を0にした側の勝利となる。ただし、生命力が低い側の攻撃成功率が高くなるため、剣闘力に大きな差があっても接戦になる傾向が強い。ただし、剣闘力の差が200を超える場合、一方的な展開になりがちである。また、自勢力側のみランダムで必殺技を繰り出す。この場合、基本攻撃力の2倍のダメージを与える。この戦闘に勝利した場合、敵艦船の水夫減少が著しくなるため、彼我戦力差に圧倒的な差があっても、覆すことが可能。ただし砲撃戦に影響はないため、逆説的には一騎討ちに敗北した場合、砲撃戦に持っていくことがセオリーである。一騎討ちは原則オートで進行し、自勢力の生命力が敵艦長の生命力を下回ったときのみ、タイミングによるボタン入力を要求される。タイミングが合致した場合、攻撃が100%成功する。これ以外の操作はなく、逃亡や一騎討ちの拒否なども不可能である。
- 団体戦

自勢力の航海士全員で、敵艦隊の乗組員とのチームバトルを行う。敵乗組員を倒した数だけ星を取得でき、より多くの敵乗組員を撃破することで戦闘を有利に進めることができる。ただしこれによる戦闘への影響はごくわずかである。また、携帯機への移植作では、この戦闘のスピードアップができなくなり、更に頻繁に発生するため白兵戦に非常に時間がかかるようになってしまった。
- 狙撃

見張りを担当する航海士の能力が高い場合、非常に低い確率で敵艦長を狙撃する場合がある。狙撃が成功した場合、その時点で戦闘が終了し、自軍の勝利となる。この場合、旗艦の拿捕扱いとなる。
- ラムによる攻撃

旗艦の船首にラムを装備している場合、敵艦船にラムを突き立てて攻撃することが可能。ラムによる突撃が成功した場合、一撃で敵艦船は撃沈となるが、拿捕とはならないため金銭や戦利品は取得できない。

### 拠点攻撃
自勢力の存在しない都市に対して攻撃を仕掛けたり、敵勢力値100%の都市に近接すると、港と戦闘になる場合がある。戦闘は砲撃のみであり、ある程度ダメージを与えることで港は降伏してくる。港の耐久値は軍事投資による武装度によって変化する。港が降伏してきた場合、その港に対してシェアを得ることができるが、自勢力から戦闘を仕掛けた場合は、その港の住民が怒ってボイコットされる可能性がある。投資などによって住民の怒りを鎮めるまではその港の施設は使用できない。

## 船
船は造船所で購入や改造が可能で、また交易圏により購入できる船の種類も異なる。三角帆（縦帆）を付けることで逆風での航行速度が、四角帆（横帆）を付けることで順風での航行速度が上がる。さらに上帆や斜帆、船首帆、船尾帆などを取り付けて航行性能を上げたり、ラムや船首砲、船尾砲を取り付けて攻撃力を高めることもできる。また船首像を持っている場合は取り付けることでさまざまな効果を発揮する。船舶や装備の中には、軍事投資で武装度を向上させないと登場しない武装もある。

## 航海士
役職もこれまでの中で最も多く、航海士を配置し、仕事を割り振るのが基本である。仕事を割り振らないと不機嫌になることもある。ただし各仕事を担当させるにはそれぞれ一定値以上の能力値が必要となる。また配置には船に担当室や船倉が必要となる仕事もある。担当室は個室以外は1つの船に1つずつしか配置できない。体調や機嫌の悪い航海士がいる場合は、個室や娯楽室があれば配置すると状態が元に戻る。なお、主人公別にイベントに絡むキャラは他の船の艦長や地方艦隊の提督にできない。
艦長
艦隊の疲労度が上がりにくくなる。旗艦の艦長室には主人公のみが配置できる。旗艦艦長は斬込隊長も甲板要員もいない場合、戦闘時の一騎討ちを行なう。
旗艦以外の艦長
海戦時に担当艦船からの砲撃命中率が高くなり、船の速度も上昇するほか、航海における経験値が多めになる。
副官
艦隊の疲労度が上がりにくくなる。ギルドで交渉文書を発送できる。
測量士
今いる場所の緯度・経度が分かるようになる。能力が上がると海図にない海域でも緯度・経度がわかるようになる。航路がつながっている街同士で自動移動が可能になる。
操舵手
船の向きを変えやすくなる。
操帆手
帆の向きを変えやすくなる。マストの数と同数まで配置でき、同数配置している場合は帆を半開にしている時に帆の操作を自動で行ってくれるようになる。
見張り
探索時の視野が広くなり、街やアイテムを発見しやすくなる。能力が一定以上に達した場合、海戦時に敵提督を狙撃する。
船大工
航海中に船を修理したり、造船所での作業を手伝ってくれたりする。配置には船に材木室が必要。
船医
病気が発生しにくくなる。配置には船に診察室が必要。
料理長
食糧および水の減り方が少なくなる。配置には船に調理室が必要。
飼育員
食糧を船内で作れるようになる。配置には船に飼育室が必要。
宣教師
広場で交易品の配布を行い、流行を生み出すことができる。また航海中に疲労度も上がりにくくなる。配置には船に礼拝室が必要。ただしユキヒサ、アルなど、キリスト教徒でない者は宣教師になれない。
参謀
酒場で策謀の立案を行ったり、逆に他勢力の策謀に対抗できたりする。配置には船に参謀室が必要。
主計長
交易の際の交渉を行ってくれるようになる。Win通常版以外では売却時に仕入れ値が参照できるようになる。配置には船に主計室が必要。
斬込隊長
白兵戦・一騎討ち発生時の戦闘要員となる（複数いる場合は最も剣闘術の高い航海士が一騎討ちに参加する）。また、水夫の反乱が起きた場合は鎮圧にあたることもある。配置には1人につき1つ海兵詰所が必要。
砲撃手
大砲の装填時間が短縮され、攻撃が当たる可能性が高くなる。配置には1人につき1つ武装砲台が必要。
甲板要員
白兵戦に参加し、斬込隊長がいない場合は一騎討ちも行なう（複数いる場合は最も剣闘術の高い航海士が参加する）。配置した航海士の経験値が上がりやすい反面、疲労度が極端に上がりやすく、長期航海にでると、途中で瀕死状態になってしまう可能性がある。
また6編隊まで地方艦隊を編成し、海域での活動を任せることもできる。編成には1艦隊につき統率力が150以上ある航海士1人と金貨10万枚が必要で、艦長を任せる分航海士が減ることにもなるが、交易や哨戒を代わりに行ってくれる。

## 能力値
航海士の基本能力値は「体力」「敏捷」「知力」「精神」「魅力」「運勢」の6つで、さらにこの6つの組み合わせおよび装備しているアイテムにより技能値が決まる。
生命力
体力と精神が関係する。高いとHP最大値が高くなり、病気にもかかりにくくなる。飼育員に任命するには130以上、甲板要員に任命するには30以上が必要となる。
統率力
精神と魅力が関係する。仲間を地方艦隊の艦長や提督に任命するには150以上が必要となる。
操船術
敏捷と精神が関係する。操舵手には60以上が、操帆手には80以上が必要となる。
測量術
敏捷と知力が関係する。測量士に任命するには80以上が、船大工に任命するには130以上が必要となる。
会計術
知力と精神が関係する。主計長に任命するには100以上が必要となる。
剣闘術
体力と敏捷が関係する。高いと白兵戦や一騎討ちにおいて有利となる。斬込隊長や甲板要員に任命する場合は重要で、特に斬込隊長に任命するには90以上が必要となる。
命中力
敏捷と運勢が関係する。料理長には70以上が、砲撃手には90以上が必要となる。
説得力
知力と魅力が関係する。副官には100以上が、宣教師には160以上が必要となる。
謀略術
知力と運勢が関係する。参謀には120以上が必要となる。
観察力
精神と運勢が関係する。見張りには70以上が、船医には150以上が必要となる

## 街の施設
王宮・総督府
契約および軍事投資を行うことができる。軍事投資を行うと武装度が上がり、敵勢力や海賊から攻撃された場合に撃破されにくくなる。またブランド品を持っている場合にはプレゼンを行ったり（Win通常版除く）、紹介状・推薦状を持っている場合は使ってシェアを伸ばしたりできる。本拠地では手持ちのアイテムを貸して賃貸料を取ることもできる。
交易所
交易（契約済みの場合）や商業投資を行ったり、相場情報や流行の発生状況を見ることができる（現在地以外の情報を見るには金貨が必要となる）。商業投資を行うと街が発展し、新しい交易品が出現することもある。
酒場
一杯飲んだり、酒を振る舞ったりすることで情報を集めることができる。特に各文化圏の中心都市には酒場女がおり、それぞれに贈り物をすることでより詳しい情報を得られる。また船を買ったり水夫に欠員が生じた場合にはここで募集することとなる。その際には前もって酒を振る舞うことでより多くの水夫を集めることができる。参謀を置いている場合には策謀の立案を行うことができる。なおイスラム文化圏では飲酒が禁じられているため、港によっては酒場がないことがある。
ギルド
アイテムの売買をしたり、副官がいる場合は同じ海域にいる他勢力に交渉文書の発送を行って親善交歓、協定の締結および破約、宣戦布告、停戦、威圧（覇者の証入手時のみ）を行うことができる。また仕事を依頼されることもある。大きな港にしかない。
宿屋
宿泊することで艦隊の疲労度、航海士の体調が回復する。疲労度が上がると水夫が反乱を起こしたり死亡したりする。参謀を置いている場合は他勢力の情報を入手してくることもある。
広場
流行状況を調べられる。宣教師を置いている場合には交易品を配布し、流行を生み出すこともできる。
遺跡・城門・教会
Win通常版では最初から登場しており、探検して遺跡・教会や宝物を探し出すことができる。PS版以降ではイベントを起こさないと行くことができない。発見後も儀式・祭礼を行っていることがあり、参加することでアイテム取得や能力向上などのメリットがある。通常版からのキャラの場合、大きな港にしかないが、PK追加キャラのシナリオでは小さな港にもある。
造船所
船の購入、売却、修理、改造が行える。購入可能な船の種類は海域により異なる。またドックがあり、船の入れ替えや艦長任命、地方艦隊関連のコマンドを実行できる。造船所のない港もある。
出港所
出港およびその前の補給、積み荷編成を行うことができる。ドックはここにも存在する。

## 機種による違い
既に述べたものも含め各機種での差異について述べる。

### Windows通常版
最初に発売されたもので、初回版の対応OSはWindows 95からMeまでで、XPや2000などNT系OSには対応していないため、インストールや起動ができない場合がある。ただし初回版もコーエーのサポート対象外ながら、NT系OSでも互換モードを用いることでインストール・起動ができる場合があると公式サイトには記載されている。KOEI The Best版およびソースネクスト版、ダウンロード販売版は2000およびXPにも正式対応している。なおソースネクスト版とダウンロード販売版は発売当初はWin98およびMeも動作環境とされていたが、マイクロソフトによる公式サポートが終了以降は公式サイトやパッケージなどの動作環境から外されている。
またPS版以降ではアイテムを発見するのに事前にそのアイテムに関する情報をゲーム内で入手しておく必要があるのに対し、Win通常版では2回目以降のプレイなどでプレイヤーが場所を知っていれば、ゲーム内で情報を入手しなくてもその場所に行けばアイテムを得られる。

### プレイステーション版
Win通常版の次に発売された作品で、基本的なシステムはほぼそのままだが、航海士配置や補給時、船の改造時などにおいて画面グラフィックやユーザインタフェースの改良が施されている。さらに白兵戦システムのバリエーションや新たな交易品の増加も行われている。本拠地となる街のシェアは（地方艦隊の数+1【提督艦隊分】）パーセントは交易では奪えなくなり、海戦や策謀により奪取することが必要になった。また特定の主人公を選ぶと新たな街造りを行うことになる。
また仲間が3人（イファ、ユリアン、アズィーザ）追加されたり、ガレー船や和船などを購入できるようになったりもしている。覇者の証の入手方法も変更され、在処を示す地図を入手するには「謎の小物」を2つ揃えることが必要になった。それ以外にも一部アイテムの入手方法が変更されている。

### Windowsパワーアップキット版
2000年にはパワーアップキット(PK)が発売された。対応機種はWindows版のみで、家庭用ゲーム機版は発売されていない。コーエー版は対応OSは9x系OS(98,Me)のみでNT系OS(NT,2000,XP,Vista)には正式対応していないため、NT系OSでは通常版の初回版同様に互換モードで動作させるしかなかった。しかし2008年6月に再発売されたソースネクスト版は2000およびXPにも正式対応している（一部のファイルのタイムスタンプが2008年となっており、プログラムの改修が施されていることが分かる）。ただしVistaへの対応には言及されていない。一方9x系OSへのサポートはソースネクスト版では発売当初より終了している。
PKではPS版での変更点が取り入れられているほか、新たに3人の主人公が追加されている。新主人公のシナリオは通常版のシナリオよりも時代を遡る設定となっており、アイテムの入手法や仲間の場所、各海域の勢力などが変更されている。それ以外の変更点としては以下のようなものがある。
- ギルドで仕事を請け負うことができるようになった。
- 毎年1月、自勢力がシェアを持つ街にある1等級の品がプレゼンなどに使えるブランド品に選ばれる。ブランド品の売値は高くなる上に、ブランド品を使ってアピールに成功するとシェアを獲得できる。
- PKのみの主人公を選ぶとパズル系のミニゲームを多く行なうことになる。
- プレイ中に一度もやり直しのロードを行わなかったデータ（フェアデータ）のままクリアするとおまけグラフィックが閲覧できる。
- 各キャラクターのプロフィールも見られる。

### 大航海時代IV ROTA NOVA
2006年に発売されたニンテンドーDSおよびPlayStation Portableへの移植で、タイトルも"ROTA NOVA"となっている。
PS版をベースとして、地図の追加、黄金航路の導入、帆船レース、通信交易等の通信対戦機能の追加などが行われている。さらにDS版はタッチペンを使ったゲームシステムが採用されている。また『大航海時代Online』との連動により隠れた24つの港に入港するためのキーワードを『- Online』で手に入れることで隠れた交易品の購入ができる連動システムが導入された。
2018年にはDS版をベースにグラフィックスや操作性を改良したスマートフォン版『大航海時代IV』が配信開始された。

## 時代設定
本作は1580年前後だとPKの攻略本で示されている、なおPKシナリオはそれより数年前の1570年代だとも併記されている。またゲーム内では月日は変わるが、具体的な年数部分はぼかされているため、これまでのシリーズよりもパラレルワールド的な側面が強い。例えばスペイン王がポルトガル王を兼任するイベントが起こる（史実では1580年のこと）が、同時に日本では江戸幕府が開かれていること（史実では1603年のこと）もキャラクターを通じて語られているが日本の総督は織田信長であることが記されている。

## 登場人物

### 主人公
プレイヤーが選ばなかった主人公は敵勢力として登場する。が、マリア・ウッディーン以外は初期資力の乏しさなどからほぼ確実に伸び悩み、小船でほそぼそと交易しているのがほとんど。
ラファエル・カストール
ポルトガル人。17歳。リスボンの名家カストール家の御曹司で、友人のクラウディオに誘われ、船を見ているうちに航海に出る決意をする。初心者用主人公。穏やかな性格なため、各地で同盟勢力が出来る。プレイ開始時に得意能力を設定できる。主人公に選んだ場合、ギルドでの仕事をこなすと報酬がアップするかシェアを獲得でき、また軍事投資の額も80%で済む。
なお、歳の離れた兄がいるとされるが、ゲームには登場しない。
ホドラム・ヨアキム・ベルグストロン
スウェーデン人。27歳。創設されたばかりのスウェーデン海軍を率いる提督。主人公に選んだ場合、海戦に勝利すると本国から報奨金を支給される。さらにPK版では降伏・拿捕した船を曳航できる（曳航した船はそのまま使用することも売却することも可能）。
リル・アーゴット
オランダ人。16歳。女性。アムステルダムでの商売に限界を感じ、大海に乗り出すことになる。負けず嫌いの性格。上級者向け主人公。勝気すぎるためか各地で他勢力に挑戦的な態度を取り、これでもかと言わんばかりに宣戦布告をされる。その為、上記の海軍のホドラムよりも海戦の機会が多く、商人キャラクターの割には全7人の中で、クリアする為に倒さなければならない艦隊が一番多い。主人公に選んだ場合、オランダ政府の通商許可証を持っているという設定のため、交易品の購入額が5%引きとなる。
マリア・ホアメイ・リー
明国人。23歳。女性。中国名は李華梅。大明帝国海軍の女将軍。倭寇に苦しめられている人々を救うために倭寇の棟梁ソウジン・クルシマと戦う。なおマリアという名前は洗礼名で、欧州列強との交渉に役立つという理由からこちらの名を名乗っている。主人公に選んだ場合、売り上げの一部を明にリベートとして渡しているという設定から交易品の売却額が3%安くなる。Win通常版では、ラファエル・リル・ホドラムの3人のうちの誰かでエンディングを迎えれば主人公に選択できる。PK版では、追加された3人を主人公に選ぶと仲間になる。
キョータロー・サイキ（PK版のみ登場）
日本人。25歳。日本語表記は佐伯杏太郎。九州の豪族出身だがお家騒動に巻き込まれ、小さな漁船で大海原に乗り出して拾われる。主人公に選んだ場合、東南アジアの洋上でゲームスタートし、最初に到着した港が本拠地となるので、普通は東南アジアのいくつかの港から選択することになるが、辿り着くことさえ出来れば隣の海域の港を本拠地にすることも可能。降伏・拿捕した船を曳航できる。
アブラハン・イブン・ウッディーン（PKのみ主人公として選択可能）
アラブ人。25歳。アラビア海沿岸に勢力圏を持つ商人。欧州列強の進出に憤りを感じている。このため、プレイヤーには基本的に友好的な態度で接してくるが、ヨーロッパの軍人であるホドラムにだけは敵対する。はじめから多くの仲間と艦隊を有し、資金が多い。また主人公に選んだ場合、ラファエルと同様ギルドでの仕事をこなすと報酬がアップするかシェアを獲得できるが、ムスリムのため船内に礼拝室を置けない（そのため宣教師により流行を発生させることができない）。通常版からの主人公のシナリオとPKのみの主人公のシナリオとはグラフィックが異なる。
ティアル・ワマン・チャスカ（PKのみ登場）
新大陸先住民とスペイン人の混血児。女性。19歳。主人公に選んだ場合、シナリオ序盤ではエスカンテ軍に従属しており、毎月所持金の1%を上納金として納める必要がある上、エスカンテ軍への宣戦布告や謀略はできない。加えて、PKのみの主人公の中では仲間になるキャラが最も少なく、もっとも難易度の高い主人公。最も多くの新しい街を作ることができる。

### 仲間キャラクター
クラウディオ・マナウス（ラファエル編の初期航海士、ラファエル編のみ仲間になる）
ポルトガル人。18歳。ラファエルの親友。通称クラウ。ラファエルのことを「ラフィ」と呼ぶ。エンリケ航海王子とロッコ・アレムケルを尊敬している。シンプルな思考を持つ熱血漢だが、意外にも色恋沙汰には鼻が利く。
アルカディウス・エイレネ・エウドシオス（ラファエル編のみ仲間になる）
ギリシア人。ハンス・レッツェルの弟子。20歳。女性だが、それを隠して旅を続ける。ルイ・アントワーヌ・ド・ブーガンヴィルの世界一周航海に従事した学者フィリベール・コメルソンの助手ジャンヌ・バレがモデルとなった可能性がある（男装・学者の弟子など）。
カミル・マリヌス・オーフェルアイセル（リル編の初期航海士、リル編のみ仲間になる）
オランダ人。16歳。リルの幼馴染の少年。リルに半ば無理やり航海の旅に出発させられる。他の船の艦長や提督にできない。実はクーンの息子でもある（カミルは幼い頃に名乗っていた名前で、マリヌスは本名）。オーフェルアイセルはオランダ国内に実在する湖の名。ゲーム開始の数年前、ゲルハルトが現役の海軍提督だった頃、その下で乗組員として働いていたらしい。ゲーム中で次々出会う仲間候補を、僅かな会話だけで素質を見抜き仲間に誘うなどする。
セラ・アルトス・シャルバラーズ（ホドラム編のみ仲間になる）
エスピノサ商会の奴隷貿易船につかまっていた謎の美女。17歳。その正体はオスマン帝国に滅ぼされたある国の姫。初めてアフリカの港を訪れた時にイベントが発生し、奴隷船に勝利ないし、逃走して戦闘を終了させると仲間になる。船室への配置に制限がある。アフリカの港を発見するだけで寄港せずにおき、地方艦隊に指示してエスピノサ商会を潰した場合、二度と出会えなくなる。コンシューマ版ではインド洋の覇者の証が入手出来なくなってゲーム上の展開で詰みとなってしまう。ただしPK版では救済措置がありエンディングにはたどり着ける。その場合、エンディングにセラは登場しない。
シエン・ヤン（マリア編の初期航海士、マリア編およびPK版主人公のみ仲間になる）
中国人。53歳。漢字表記は楊希恩。マリアのよき理解者である老将軍。マリア編では最初からおり、PKのみの主人公を選ぶとマリアと共に仲間になる。マリア編では地方艦隊の提督にはできない。
アル・フェリド・シン
アラブ人の傭兵。19歳。物心がついた時から戦場にいたという。エスピノサのもとで傭兵となったこともあるほど、戦闘員としての実力は確か。古くからの武具に詳しい反面、新しい武具にはあまり詳しくない。また、アラブ人の誇りにかかわるという理由で礼拝堂には置けない。
アンジェロ・プッチーニ
イタリア人。20歳。軽率で口の悪い青年だが、根は素直で剣の腕もそれなり。イスタンブール（PKのみの主人公の場合はアテネ）で仲間になるが、マリア編以外では口の悪さが災いして出会い頭から主人公たちと喧嘩になる。隠し主人公であるマリア編及び外伝的位置付けのPK版主人公編のみ妹がいる設定になっている。リル編ではリルの事を「ジャリ」と呼ぶ。
イアン・ドゥーコフ（マリア編の初期航海士）
ロシア人。26歳。商家の息子。女性と見間違えるほどの美貌の持ち主だが、剣の腕も確か。当初は筋骨隆々のキャラを構想していたが、マニュアル担当の女性スタッフのリクエストで美形となった経緯がある。
エミリオ・フェローグ（リル編の初期航海士）
スペイン人。19歳。気は優しくて力持ちを絵に描いたような副闘牛士。闘牛を投げ飛ばすほどの怪力だが、あまり頭が良くない。大食らいで食べること以外にはあまり興味がない。かつて詐欺に遭いそうになったところをフェルナンドに助けてもらったことがある。リル編では初期メンバー、それ以外では初めてセビリア（PKのみの主人公の場合はヴェラクルス）を訪れた時に仲間になる。仕事をサボる癖がある。
カルロ・シナート
イタリア人。41歳。有能な商人だが、商売に没頭するあまり妻と娘が流行病に罹患したことに気付かず、二人を同時に失った経験から、医学の知識に長ける。ヴェネチア出身。
フリオ・エルネコ（ラファエル編の初期航海士）
スペイン人。68歳。クリスティナの父方の祖父。ラファエル編ではリスボンに雑貨屋を開いており、実家の援助は一切受けないラファエル達に軍資金を提供する。ラファエルのため、リスボンに肩入れする。仕事をサボる癖がある。ハンス・レッツェル、ミハイル・レッツェルの知人。ラファエル編以外ではジェノバの酒場で飲んだくれている。
クリスティナ・エルネコ
スペイン系イギリス人。17歳。フリオの孫。サバサバした性格で、女性ながら剣術は超一流。趣味のフラメンコも見事な腕前。親の決めた許婚のミヴォールに度々求婚されているが、非常に困惑している。
ゲルハルト・アーデルンカッツ（ホドラム編の初期航海士）
ドイツ人。37歳。元は高名な海軍提督だったが、ある理由で現役を引退し、引退後はハンブルクの屋敷に住んでいる。現役時、戦いの中で愛用していた剣(掃滅のカッツバルケル)を無くしている。近隣住民からは「提督」と慕われている。ホドラム編では地方艦隊の提督にはできない。現役の頃の部下にカミルがおり、引退後、リル編のハンブルクにて久々にカミルと出会った時、当時、一乗組員でしかなかったカミルの事を覚えていた。
サムウェル・ダ・カーン（ティアル編の初期航海士）
イギリス人と遊牧民のハーフ（国籍は不明）。16歳。天真爛漫な性格で、料理が上手。当初は太った肉屋のようなキャラを構想していたが、イラストレーターが美少年としてデザイン、そのまま確定したとのこと。仕事をサボる癖がある。
ジェナス・パサー（ラファエル編の初期航海士）
ポルトガル人。19歳。船舶いじりが大好きなエンジニア。物腰は柔らかいが船に対してただならぬ愛情を持っており、放って置けばいつまでも船をいじっている。また、エスピノサやシルヴェイラの悪行に激怒するなど、正義感も強い。
ジャム・ジャック・ルドワイヤン（マリア編の初期航海士）
フランス人。25歳。陽気というより、常にハイかつ超ポジティブな性格の男で、フランス語より英語を多用する。祖国で殺人の濡れ衣を着せられて東アジアに逃亡。たった一人で船を動かしたり、城の鯱を奪うなど、超常的な能力を持つ。仕事をサボる癖がある。
シャルル・ジャン・ロシュフォール（ホドラム編の初期航海士）
フランス人。22歳。火薬などの爆発物の知識に長けた科学絶対主義者。本人は「爆炎の魔術師」と自称しているが、ハバナでは連日爆発音を響かせる迷惑者「エキセントリック・シャルル」として有名だった。
チェザーレ・トーニ
イタリア人。21歳。ジェノヴァの豪商の家に生まれる。初めて艦長を務めた時の艦隊が海賊に襲われて船を失い、アレキサンドリアで途方に暮れる。やや社会的常識に欠ける。海賊に襲われ拿捕された「麗しのエリュシオン号」を求めて地中海を彷徨う。ちびまる子ちゃんに登場する丸尾君に似た「ズバリ、～でしょう(であります)」という話し方をする。
フェルナンド・ディアス（リル編の初期航海士）
スペイン人（メスティソ）。22歳。洞察力に優れたギャンブル好きの男。リル編では初期メンバー。他の主人公の場合、仲間にするにはミニゲームを行なうことになる。仕事をサボる癖がある。
マヌエル・アルメイダ（ホドラム編の初期航海士）
ポルトガル人。39歳。ベテラン航海士で事あるごとに詩的表現をする詩人。船大工としても有能で、船を家族のように思っている。
ユキヒサ・ゲンジョウ・シラキ（マリア編の初期航海士）
日本人。19歳。一流の剣士ですら太刀筋を見切れないほどの剣技を持つ。奥州の某守護大名の家臣の子で、本名は白樹玄丞行尚。師匠の遺志を継いで自らの流派を完成させるために主人公の勢力に従軍する。また、キリシタンではないという理由で礼拝堂には置けない。
ユリアン・ロペス（PS版以降に登場）
オランダ系中国人。17歳。中国名は羅郁麗。『II』の登場人物であるエルネスト・ロペスを母方の祖父とする。女好きで誰でも口説く。
イファ・ソル（PS版以降に登場）
朝鮮人の少女。14歳。漢字表記は薛梨花。ある道士の弟子であったが、師の元を抜け出して主人公の仲間に加わる。道術を使えると豪語するが良くわからない。また、道術の修行中という理由で礼拝堂には置けない。
アズィーザ・ヌレンナハール（PS版以降に登場）
アラブ人の大海賊の娘にして、その後を継ぐ女海賊。22歳。女性ながら統率力は高いが、若干ファザコン。最初は敵として登場するが、条件を満たすと仲間になる。勢力をある程度拡大するとインド洋に出現し、戦闘を仕掛けてくる。
シェール・アリ・ネディム（PK版主人公のみ仲間になる）
エジプト人。17歳。盗掘者と呼ばれているが、本来は覇者の証の鍵を守る一族の末裔。関西弁をしゃべる。仕事をサボる癖がある。
リン・シエ（キョータロー編の初期航海士、キョータロー編のみ仲間になる）
日系中国人。26歳。漢字表記は謝令。ペレイラの通訳だったが、嵐に遭遇して漂流する。そのときにキョータローと出会い、彼の統率力に感服して彼を新たな提督として迎える。
セシリア・デ・メルカード（キョータロー編のみ仲間になる）
スペイン人。13歳。行方不明の両親を探している。はじめはペレイラを頼るが覇者の証に異常な興味を持つ彼を恐れてキョータローの艦隊に乗船する。配置できる船室に制限がある。
リョケ・シサ（ティアル編のみ仲間になる）
インディオ。22歳。コンキスタドールに抵抗する反乱軍のリーダー。始めはティアルを裏切り者とみなすが、後に和解して彼女と行動を共にする。
ハシム・アルナーディル（ウッディーン編の初期航海士、ウッディーン編のみ仲間になる）
アラブ人。ウッディーンの腹心。いかつい男だが、趣味はペットである小鳥の世話。
アミーナ・アンナフル（ウッディーン編の初期航海士、ウッディーン編のみ仲間になる）
アラブ人。22歳。ウッディーンのお付きの女性。お付きの中のリーダー的存在。配置できる船室に制限がある。
ドニア・イッティハード（ウッディーン編の初期航海士、ウッディーン編のみ仲間になる）
アラブ人。20歳。ウッディーンのお付きの女性。彼のボディーガード的存在。配置できる船室に制限がある。
ファーティマ・ハーネ（ウッディーン編の初期航海士、ウッディーン編のみ仲間になる）
アラブ人。17歳。ウッディーンのお付きの女性。お付きの中では最年少で、無邪気な性格。配置できる船室に制限がある。仕事をサボる癖がある。
イブン・ニヤーディー（ウッディーン編の艦隊指揮官）
アラブ人。ウッディーンの代理人。ウッディーンが航海に出ている間にペルシャ湾一帯の交易を任されている。このため、彼の艦隊を編成し直したり、自艦隊の航海士とすることはできない。
ハンス・レッツェル
ラファエル編のみ登場する博物学者。ラファエルらの船に乗り込み、アイテムについて助言を与えてくれる。航海士として船室に配置する事はできない。
ミハイル・フォルク・レッツェル
ラファエル編以外の主人公で登場する博物学者。ハンスの双子の弟だが、幼少時に生き別れたため、ハンスとの面識は無い。ハンスと瓜二つだが、性格はハンスとは逆に女好きの助平な老人である。知識はハンス並で、やはりアイテムに関しての助言が得られる。航海士として船室に配置する事はできない。

### 敵勢力
マルティン・シュパイヤー
48歳のドイツ人。ユトランド半島一帯に勢力圏を持つハンザ同盟の商人。
ハンザ同盟の復活のため、違法な手段を用いながらユトランド半島一帯に勢力を広げようとする。ハンザ同盟の象徴としてのこだわりなのか、資金がたまり、町が発展して戦列艦などが作れるようになってもハンザコグを含めた艦隊を作る傾向がある。
リルに並ぶほどの負けず嫌いかつ強欲な性格。
ジェームズ・クリフォード
24歳のイギリス人。大ブリテン島に勢力圏を持つ半軍半賊の私設軍隊を率いる軍人。
ポルトガルやスペインに代わって覇者になろうと目論む。東南アジアや新大陸などに食指を伸ばす。元が平民であるため、素の口調は粗暴。
ディニス・デ・アルブケルケ
42歳のポルトガル人。ポルトガル海軍総督。愚直ともとれるような生真面目な軍人。その点をスペインにつけこまれる。主人公の国籍にかかわらず友好的に接する。
ペドロ・デ・バルデス
36歳のスペイン人。スペイン東海岸とフランス南海岸に勢力圏を持つ軍人。本作屈指の大艦隊を持つ強敵。ラファエル編では終盤にアルブケルケの艦隊も合わせて襲撃してくるためフェアデータクリアを目標としているプレイヤー最大の難関となっている。
バルバロッサ・ファーズル・ハイレディン
34歳のアラブ人。アフリカ大陸北岸に勢力圏を持つアルジェ海賊。極めて戦闘能力が高い。主人公達とは友好的な関係を築くことが多い。オスマン海軍に半ば従属しながらバルデス軍と戦う。しかし、海の民の完全な服従を図るパシャ軍には反感も抱いている。
ハードゥム・アフメト・パシャ
31歳のトルコ人。オスマン帝国の海軍提督。バルカン半島、アナトリア半島、パレスチナに勢力圏を持つ軍人。
パオロ・チェントリオネ
46歳のイタリア人。イタリア半島沿岸に勢力圏を持つ商人。
地中海の勢力ではカストール商会を除いて一番勢力が小さい上、オスマン帝国の圧迫を受けていることから、バルデスと組んで生き残りを図っている。それがスペインのイタリア進出を許すことになる。
フェルナン・シルヴェイラ
40歳のポルトガル人で独身。アフリカ西海岸に勢力圏を持つ探検家出身の商人。建前上ポルトガルに服従しているが、エスピノサを追放してアフリカを独り占めにする野望を持つ。主人公など他勢力の介入を極度に嫌い、他人の功を平気で自分の物とする非常に狭量な性格。
ジェロニモ・デ・エスピノサ
49歳のポルトガル人。アフリカ東海岸に勢力圏を持つ商人。奴隷貿易、麻薬貿易などを進んで行う極悪人。全ての主人公と敵対する。
バスケス・デ・マルドナード
33歳のスペイン人。キューバ総督代行。カリブ海の西インド諸島に勢力圏を持つ海賊上がりの軍人。総督代行となった後も海賊行為を繰り返し、同郷の商船すら襲撃する見境なき人物。ただ、部下に対しては人種差別を行なわず、平等に接することから人望はある。
ディオゴ・デ・エスカンテ
35歳のスペイン人。メキシコ総督。メキシコ沿岸に勢力圏を持つ軍人で、バルデスとの出世レースに敗北したことを逆恨みし、新大陸を制覇してスペインからの独立を企んでいる。宗教戦争に興味はないが、イギリス人を「不倶戴天の敵」と憎悪している。
ザモリン・ナガルプル
39歳のインド人。インド亜大陸に勢力圏を持つ商人。インドの地方王で極度の拝金主義者。肥満体で好色。ウッディーンのお付きの女性陣からは「ぶよぶよ魔人」と毛嫌いされる。
ドゥアルテ・ロペス・デ・ペレイラ
32歳のポルトガル人。マレー半島およびインドシナ半島に勢力圏を持つ商人。粗暴だが慎重な性格で、香料諸島を制覇できればポルトガルがスペインに対して一矢報いることが可能と考え、クーンの押さえ役に徹している。ラファエル編では協力者となる。
アントニー・フォン・クーン
41歳のオランダ人。インドネシアに勢力圏を持つ商人。
策謀に長けた人物で、主人公をさまざまな手で罠にかけようとするため、策に溺れる傾向にある。どの主人公とも敵対する。
ソウジン・クルシマ
46歳の日本人。漢字表記は来島宗甚。倭寇でありマリアの父の仇でもある。元々は小型船でのゲリラ的な襲撃を得意としていたが、鉄甲船を手に入れてからはその力でごり押しする戦法を取るようになる。どの主人公を選んでも敵対する。
グレゴリー・トルーヴィン（PKのみの主人公を選ぶと登場）
40歳のロシア人。ハンザ同盟に対抗するためにロシア政府からバルト海に派遣された武装集団の長。ロシア海軍の祖となることが夢。PKでは通常版からの主人公を選んでも海賊として登場することがある。
ユ・ムン（PKのみの主人公を選ぶと登場）
32歳の朝鮮人。漢字表記は文瑜。朝鮮国の水軍節度使で、李舜臣の後継者。倭寇の撃退が任務であるが、鎖国政策のため、水軍は廃止される予定となっている。明・朝鮮両国政府の対応が西洋列強の東アジアへの跳梁を許す可能性があるとして危機感を抱き、主人公にマリアとシエンを紹介する。

### その他
シャルロット
北米大陸のペンサコラの村に暮らすフランス系ジプシーの少女。ラファエル編のみ登場。航海士ではない。開発スタッフによると、Win通常版ではヒロインのいなかったラファエルのために新たに用意されたキャラとのことである。
リチャード・タウンゼント
イギリス人。リー家と明国政府とのパイプ役だが、実は強く慕うクリフォードの部下で、東アジア総督への野望を燃やす。マリア編のみ登場。彼も航海士ではない。
ミヴォール・ゲンツ
イギリス人。クリスティナの許婚で、7歳のときに彼女に一目ぼれして以来、変わらぬ愛情を抱いている。ある体験から水嫌いになったが、イベントでそれを克服してクリスティナを助ける。作中で、なんだかんだ言っても二人はお似合いだと評される。イベントのみ登場。
シルウド・エメ
セラのいとこ。彼女に敬愛の情を抱く。ホドラム編のイベントにのみ登場し、オスマン帝国と戦うホドラムを援護する。
アカブー・ダーマイー
インド人。世界各地で交易品の流行を生み出す。航海士ではないが、主人公の船に乗船することがあり、次の寄港先にも流行を伝播させる。
研究生
オランダ人。ポルダーを思いつきレリースタットを作る。作中に名前は出て来ない。リル編のイベントでのみ登場。
賞金首
イベントに登場したり、ギルドで討伐を依頼される人物が12名いる。決まったところに行くだけで捕らえられるものだけでなく、強力な艦隊を率いているものもいるのでそれなりの対処が必要。いずれも（良く言えば）個性的な面々である。『II』に登場する航海士と同名の者もいるが、関連性はない。

## 開発

### 開発（HD Version）
『HD Version』は、大航海時代シリーズ30周年記念作品として作られた。
シリーズ30周年を迎えるにあたり、当時サービス中だった『大航海時代V』や『大航海時代VI』との競合を防ぐため新作を作るのではなく、「III」か「IV」の復刻、もしくは「II」の大幅リニューアル版を出そうという話が出、最も売れた『大航海時代IV』を復刻しようということになった。
HD化にあたり要素の追加はしていないものの、オリジナル版である『大航海時代IV PORTO ESTADO』、パワーアップキット、そして携帯ゲーム機への移植作品である『大航海時代IV ROTA NOVA』はそれぞれ仕様がばらばらであり、これらの仕様をまとめた完全版として作られた。なお、イベントシーンのうち、CG担当者から修正の申し出があったものや、現代の基準では難があるものは修正された。